# Servicio Paz y Justicia en América Latina
O Servicio Paz y Justicia en América Latina (em português: Serviço Paz e Justiça na América Latina, SERPAJ-AL) é uma organização não governamental com sede international em San José, Costa Rica. A organização dedica-se na defesa dos direitos humanos na América Latina, difundindo a não-violência ativa como instrumento de transformação da realidade e de enfrentamento dos crimes, praticados pelas ditaduras militares que havia se instalado por toda a América Latina.
O SERPAJ-AL tem status consultivo da Organização das Nações Unidas perante o Conselho Económico e Social das Nações Unidas (ECOSOC) e a Organização das Nações Unidas para a Educação, a Ciência e a Cultura (UNESCO) desde 1987. Já recebeu das Nações Unidas o prêmio Mensageiro da Paz e o prêmio Amigos da ONU “ Comum-Unidade”,[carece de fontes?] assim como o prêmio Educação para Paz da UNESCO em 1987 (junto com a suíça Laurence Deonna).

## História
O Serviço Paz e Justiça na América Latina foi fundado oficialmente na cidade de Medellín na Colômbia em 1974, tendo assumido sua coordenação geral o activista dos direitos humanos argentino Adolfo Pérez Esquivel, que mais tarde, viria a ganhar o Prêmio Nobel da Paz de 1980.

## Organização
Atualmente o SERPAJ funciona em 13 países: seis países da Meso-América: Costa Rica, El Salvador, Guatemala, México, Nicarágua e Panamá e sete na América do Sul: Argentina, Brasil, Chile, Colômbia, Equador, Paraguai,Uruguai e Peru, que se encontra em reorganização, na condição de Núcleo Pró SERPAJ-Peru.